# Rhododendron souliei
Rhododendron souliei är en ljungväxtart som beskrevs av Adrien Franchet. Rhododendron souliei ingår i rododendronsläktet som ingår i familjen ljungväxter. Inga underarter finns listade i Catalogue of Life.

## Bilder

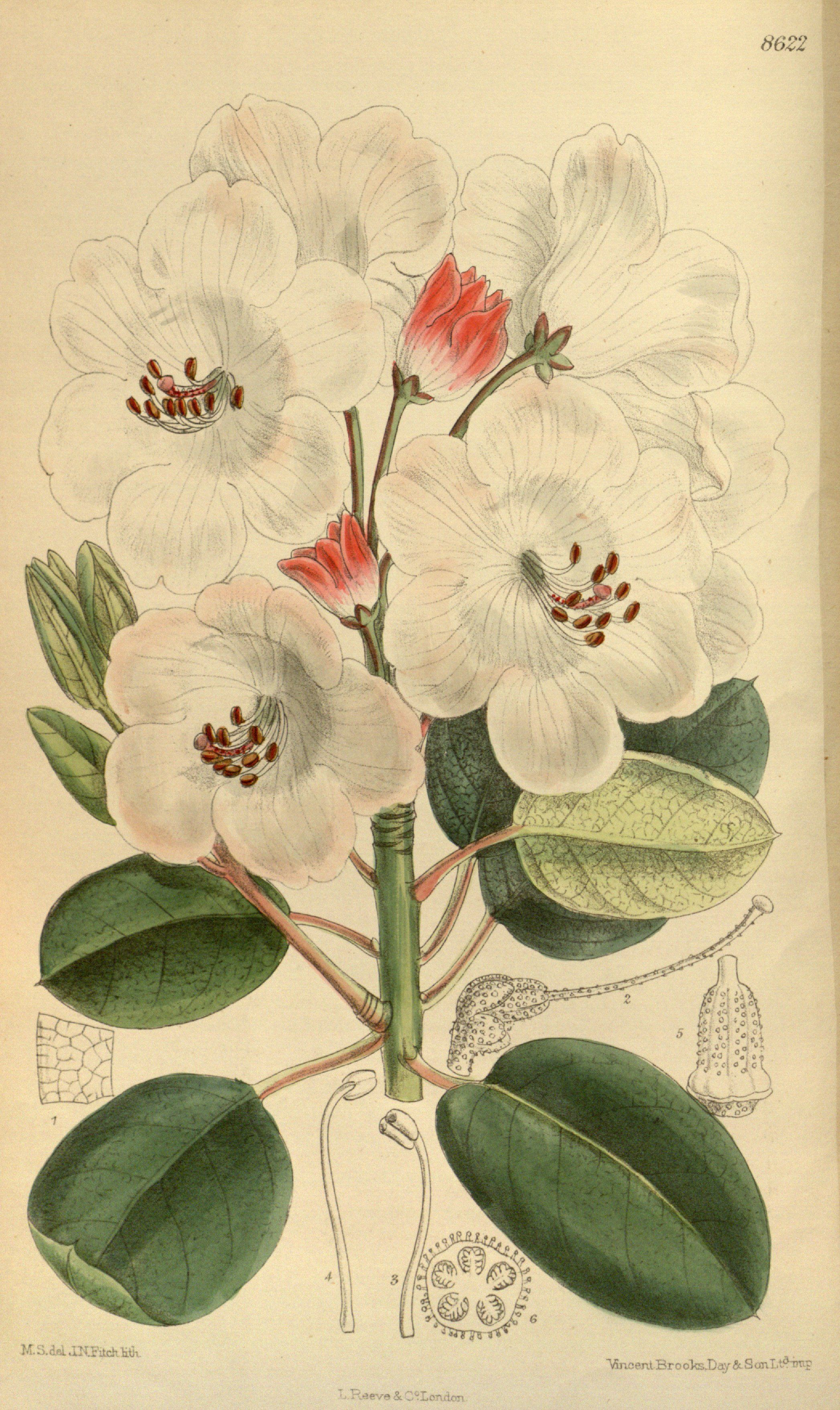